# Turbinicarpus rioverdensis
Turbinicarpus rioverdensis es una especie fanerógama perteneciente a la familia Cactaceae. 

## Distribución
Es endémica de San Luis Potosí en México. Su hábitat natural son los áridos desiertos.  Es una especie rara en la vida silvestre.

## Descripción
Es una planta perenne carnosa y globosa armada de espinas, de color verde y con las flores de color blanco. 

## Sinonimia
- Pediocactus rioverdensis